# Anne Zernike
Anne Zernike (30 d'abril de 1887, Amsterdam - 6 de març de 1972, Amersfoort) fou una teòloga, predicadora i pastora cristiana.

## Biografia
Era filla de professors de matemàtiques, Carl Frederick August Zernike i Antje Dieperink. Tingué cinc germans, entre ells Frits Zernike, premiat amb el Premi Nobel de Física el 1953, i l'escriptora Elisabeth Zernike.
L'estiu del 1913 conegué el pintor Jan Mankes, amb qui es casà el 1915, i es traslladaren a La Haia. Com Mankes va agafar tuberculosi, van decidir el 1916 anar a viure a Eerbeek amb l'esperança que la zona boscosa tindria un efecte favorable per a la seva salut. El 1918 tingueren un fill, Beint. El 1920 finalment Jan Mankes morí.

## Teòloga i predicadora
Va obtenir la llicenciatura a la Universitat d'Amsterdam el 1909. Aquell mateix any fou batejada, i entrà al Seminari Teològic Menonita d'Amsterdam, on es graduà dos anys després. El president de la Societat General Menonita assenyalà aleshores que la decisió d'obrir el pas a les dones "prengué temps i fe".
El 1911 es convertí en la primera dona a exercir com a pastora cristiana als Països Baixos. El seu ministeri va començar a l'església menonita, al poble frisó de Bovenknijpe. Predicà per primer cop el vespre del 5 de novembre de 1911.
El 1918 es doctorà en teologia, amb la tesi El materialisme històric i l'ètica socialdemòcrata. Des del 1920 fou dirigent de l'organització protestant holandesa Margen Izquierda. A partir del 1921 Anne fou nomenada predicadora de l'església de la Federació Protestant Holandesa. Mentre complia amb les seves tasques pastorals amb minuciositat i cura, es convertí també en comentarista sobre temes socials i internacionals.